# Station Polska Nowa Wieś
Station Polska Nowa Wieś is een spoorwegstation in de Poolse plaats Polska Nowa Wieś.